# Großer Plöner See
Der Große Plöner See, auch nur Plöner See, ist mit gut 28 km² der größte See in Schleswig-Holstein und der zehntgrößte See in Deutschland. Er erstreckt sich südwestlich der Stadt Plön, die an seinem Ufer liegt.

## Geographie

### Allgemeines
Mit 28 km² Seefläche und einer Tiefe von bis zu 56 m ist der vollständig im Naturpark Holsteinische Schweiz liegende See der größte und tiefste in Schleswig-Holstein.
Am Nordufer liegt die Kreisstadt Plön, mit dem Wahrzeichen des Sees, dem auf einer Anhöhe gelegenen Plöner Schloss. Weitere Orte am Ufer des Großen Plöner Sees sind Bosau, Dersau und Ascheberg.

### Entstehung
Der Große Plöner See ist als Folge der Vergletscherung Schleswig-Holsteins nach der letzten Eiszeit entstanden. Es handelt sich um ein typisches weichselzeitliches Zungenbecken, dessen Form besonders gut am südlichen Ufer zwischen Bosau und Nehmten nachzuvollziehen ist. Zwei Gletscher formten im Wesentlichen das mit 58 m tiefere östliche Plöner Becken sowie das mit 30 m flachere westliche Ascheberger Becken.
Die Nordbegrenzung des Sees besteht aus einer Landbrücke zwischen dem Großen und dem Kleinen Plöner See, die bei einem späteren Eisvorstoß als Endmoräne entstanden ist.

### Inseln
Verbunden sind der östliche und der westliche Teil des Sees durch einen seit 1992 als Naturschutzgebiet „Inseln im Großen Plöner See und Halbinsel Störland“ ausgewiesenen Flachwasserbereich. In diesem Gebiet befindet sich der größte Teil der Inseln. Sie bieten verschiedenen Vogelarten wie Seeadler, Schellente, Gänsesäger und Graugans störungsarme und windgeschützte Brut- und Mauserplätze.
Die im 19. Jahrhundert durch künstliche Absenkung des Wasserspiegels zur Halbinsel gewordene Prinzeninsel erstreckt sich von hier aus über eine Länge von 2 km Richtung Norden und ist im Sommer ein beliebtes Ausflugsziel für Touristen.
Mit dem „Ascheberger Warder im Großen Plöner See“ liegt ein weiteres, seit 1955 bestehendes Naturschutzgebiet im westlichen Teil des Sees um den Ascheberger Warder herum. Insgesamt verteilen sich mehr als 20 Inseln über die Fläche des Großen Plöner Sees. Kulturhistorisch bedeutend sind die Inseln Olsborg und Bischofswarder als ehemalige slawische Siedlungsplätze.

### Wasserstände
Ursprünglich (zu Beginn des Postglazials) lag der Wasserspiegel des Sees 15 bis 18 m über dem heutigen Niveau und bedeckte den gesamten Bereich der heute von der Schwentine durchflossenen Seen der Holsteinischen Schweiz.
Sedimentproben, die dem Grund des Sees in 41 m Wassertiefe entnommen wurden, ist zu entnehmen, dass erste Stauanlagen bereits im 13. Jahrhundert errichtet wurden.
Nach Ablösung des Staurechts der alten Mühle (bereits 1221 erwähnt) und des Aalfangrechts wurde der Wasserspiegel des Sees um 1,14 m gesenkt. Das damit verbundene Ziel der Landgewinnung wurde damit zwar erreicht, jedoch stellte sich das gewonnene Land als eine steinige, wenig Ertrag verheißende Fläche dar. Mit der Absenkung des Wasserspiegels wurde überdies die Vorflut verbessert.
Der Wasserspiegel des Sees liegt derzeit auf ca. 21 m ü. NN und schwankt jahreszeitlich bedingt um etwa 40 cm.

## Chemischer Zustand

### Quecksilberbelastung
Quecksilberverbindungen sind aufgrund ihrer Fähigkeit, an die Schwefelwasserstoffgruppen von Eiweiß zu binden, giftig für Bakterien. In der Nahrungskette reichert sich Quecksilber in Form des giftigen Methylquecksilbers an. Ausschlaggebend für die Bewertung der chemischen Situation in Gewässern ist nach Biota-Umweltqualitätsnorm der Quecksilbergehalt im Fischfilet (Muskelfleisch).
In den Jahren 2013 und 2016 wurden acht bzw. neun Fließgewässer und sechs Seen in Schleswig-Holstein auf ihren Quecksilbergehalt im Fischfilet untersucht. Alle gemessenen Werte lagen oberhalb der Biota-UQN von 20 μg/kg. Zu den untersuchten Seen zählte auch der Große Plöner See, in diesem wurden im Jahr 2013 annähernd 300 μg/kg und im Jahr 2016 etwas über 150 μg/kg Quecksilber im Fischfilet festgestellt.
Quecksilber ist nach Anhang X der Richtlinie 2000/60/EG als prioritär gefährlicher Stoff eingestuft, durch die Überschreitung wird der chemische Zustand als nicht gut bewertet.

### AMPA
Aminomethylphosphonsäure (AMPA) ist das Hauptabbauprodukt von Glyphosat in der Bodenzone. AMPA hat ähnliche Bodenhaftungseigenschaften wie Glyphosat, ist aber erheblich stabiler. AMPA wird in Böden und Wasser zu Kohlenstoffdioxid abgebaut. Für Böden beträgt die Halbwertszeit DT50 44 bis 215 Tage, für Gewässer beträgt sie 14 Tage.
Der AMPA-Gehalt wurde in den Jahren 2008 und 2012 an 33 Seen untersucht und konnte insgesamt in 59 % der Proben nachgewiesen werden, auch im großen Plöner See. AMPA tritt flächendeckend in Schleswig-Holstein auf und überschreitet den angenommenen Trinkwasservorsorgewert von 0,1 μg/L mehrfach.

## Geschichte

### Erste Besiedlung
Das Seeufer wurde in der mittleren Steinzeit (ca. 10000–4300 v. Chr.) von Jägern, Sammlern und Fischern genutzt. Seit der jüngeren Steinzeit (ca. 4300–2300 v. Chr.), über die Bronzezeit (ca. 2300–550 v. Chr.) bis in die Eisenzeit (ca. 550 v. Chr.–400 n. Chr.) lebten hier mehr oder weniger kontinuierlich Bauern.

### Olsburg
Vom 8. bis ins 12. Jahrhundert n. Chr. war das Gebiet um den Plöner See slawischer Siedlungsraum. Hiervon zeugt noch die Olsborg, eine Insel südlich von Plön, die mit einer umfangreichen Befestigungsanlage versehen war. Vermutlich ist sie mit dem von den Chronisten Adam von Bremen und Helmold von Bosau erwähnten castrum Plune identisch, deren slawische Bezeichnung Plune „eisfreies Wasser“ bedeutet, wovon der heutige Ortsnamens Plön abgeleitet ist. 1139 zerstörte der Holsteiner Graf Adolf II. von Schauenburg die Festung und beendete damit die slawische Herrschaft über den Plöner Raum.

## Wirtschaftliche Nutzung
Die Seefläche teilen sich verschiedene Privateigentümer sowie das Land Schleswig-Holstein. Etwa 900 ha des Sees waren bis zum Jahr 2020 verpachtet. Aktuell wird er von zwei Erwerbsfischern bewirtschaftet.
Der See wird von mehreren Berufsfischern befischt. Es kommen unter anderem Aal, Barsch, Brasse, Hecht, Schleie, Karpfen, Weißfische sowie die Maräne vor.

## Tourismus und Freizeitgestaltung

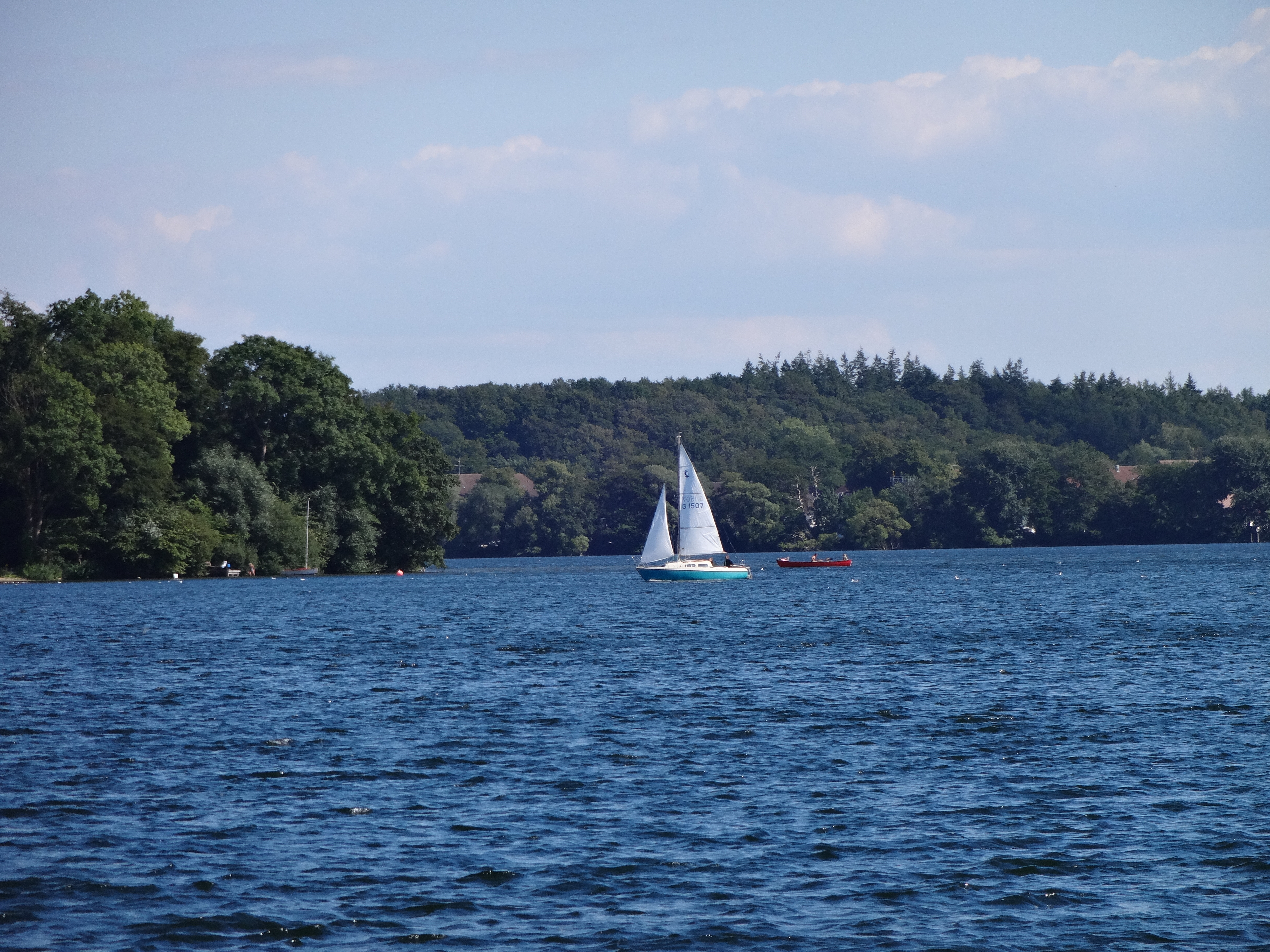
Segelboot auf dem Großen Plöner See

Der See und seine Umgebung sind ein beliebtes Naherholungsgebiet der Bewohner der Großräume Kiel, Lübeck und Hamburg sowie ein Zentrum des Tourismus in der Holsteinischen Schweiz.
Insgesamt sind 15 Badestellen ausgewiesen. Einige Campingplätze (u. a. in Bosau und Ruhleben) liegen direkt am Seeufer. Für Freizeitaktivitäten wie Wasserwandern, Segeln, Tauchen, Angeln besteht ein umfangreiches Angebot. Das private Befahren mit Motorbooten ist weder mit Elektro-, noch mit Verbrennungsmotor gestattet. Auf dem See verkehren in den Sommermonaten gewerbliche Ausflugsschiffe.

## Verkehr
Direkt am Nordufer des Sees verläuft teilweise die Bahnstrecke Kiel–Lübeck. Dabei liegt der Bahnhof Plön unmittelbar an der Uferpromenade.